# 祖納港 (与那国町)

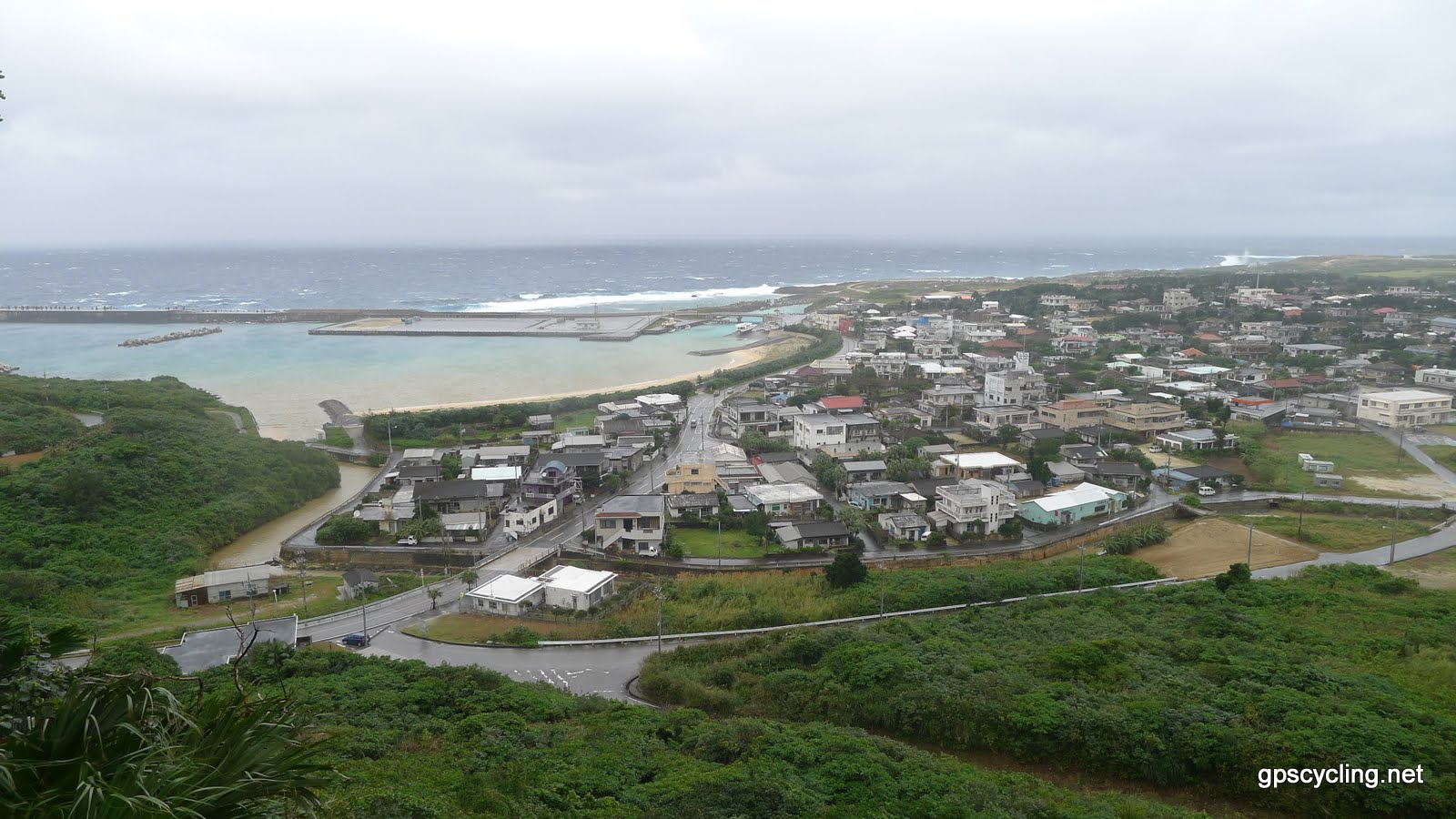
祖納港（左奥）と祖納地区の集落（手前から右奥にかけて）

祖納港（そないこう）は、沖縄県八重山郡与那国町の与那国島北部に位置する地方港湾である。港湾管理者は沖縄県。統計法に基づく港湾調査規則では乙種港湾に分類されている。

## 概要
与那国島最大の集落である祖納地区の海岸に位置する日本最西端の地方港湾である。
港内が広くバースに余裕があるため出入港の際の操船がしやすい一方、港の奥行きが浅いため外海の影響を受けてうねりが生じやすく、台風や冬季の荒天時の利用には安全上の問題がある。このため、地元の小型船や建設資材の運搬船等の利用が主であり、定期船・一般貨物船等の通年利用は行われていない。石垣島と与那国島を結ぶ福山海運のフェリーよなくにも、通常は与那国島西部の久部良漁港を利用しており、海況が穏やかな時季のみ祖納港に接岸することがある。
通年利用が可能となるよう防波堤等の整備が進められている。また、台湾に近い地理的特長を活かして、台湾との貿易の拡大が検討されており、これに対応した岸壁等の整備も計画されている。与那国町では特区提案等で祖納港の開港を要望しているが、外国貿易船の入港実績が少ないことや、国境に近く密輸のリスクが高いことなどから認められていない。
なお、八重山列島には、与那国島のほかに竹富町の西表島にも同名の祖納港が存在する。西表島の祖納港も、本港と同様に本土復帰時に地方港湾に指定されたが、海岸施設は整備されたものの、港湾施設は未だに整備されていない。

## 沿革
- 1972年（昭和47年）5月15日 - 本土復帰に伴い地方港湾に指定[8]。
- 1975年（昭和50年） - 祖納港整備事業開始[11]。
- 1985年（昭和60年）6月5日 - 港湾区域変更[8]。
- 2005年（平成17年） - 2,000トン級の岸壁が完成[11][12]。
- 2007年（平成19年）6月16日 - 与那国島と祖納地崎を結ぶ波多橋（ナンタ橋）の架け替えが竣工[13]。
- 2007年（平成19年）6月27日 - 米海軍の掃海艦ガーディアン及びパトリオット（英語版）が寄港。米海軍の艦艇が沖縄県内の民間港湾施設を使用するのは異例。また、八重山郡内の港に寄港するのは本土復帰後初[14][15]。

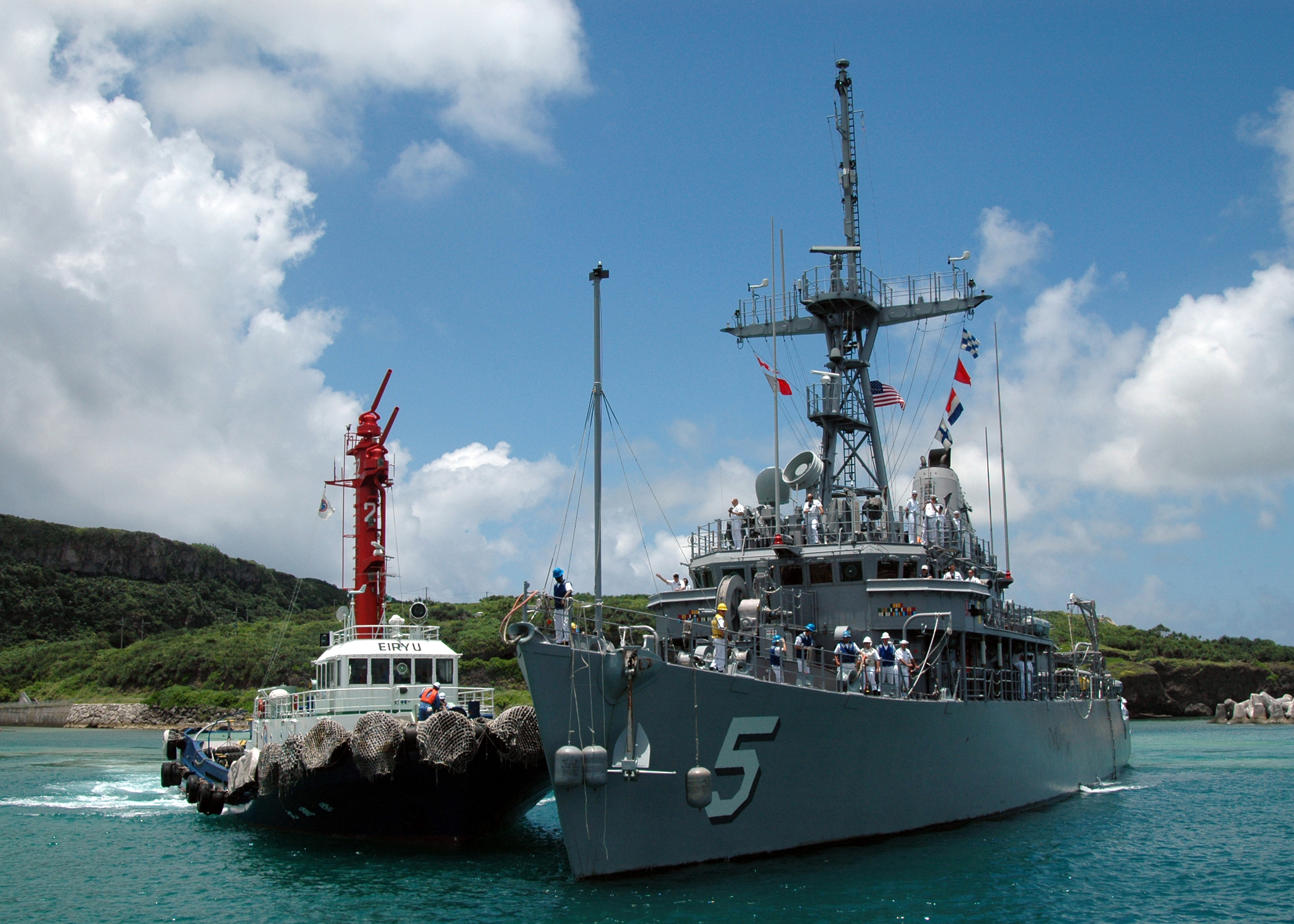
祖納港に入港するガーディアン

## 施設
- 係留施設[2]
  - 岸壁

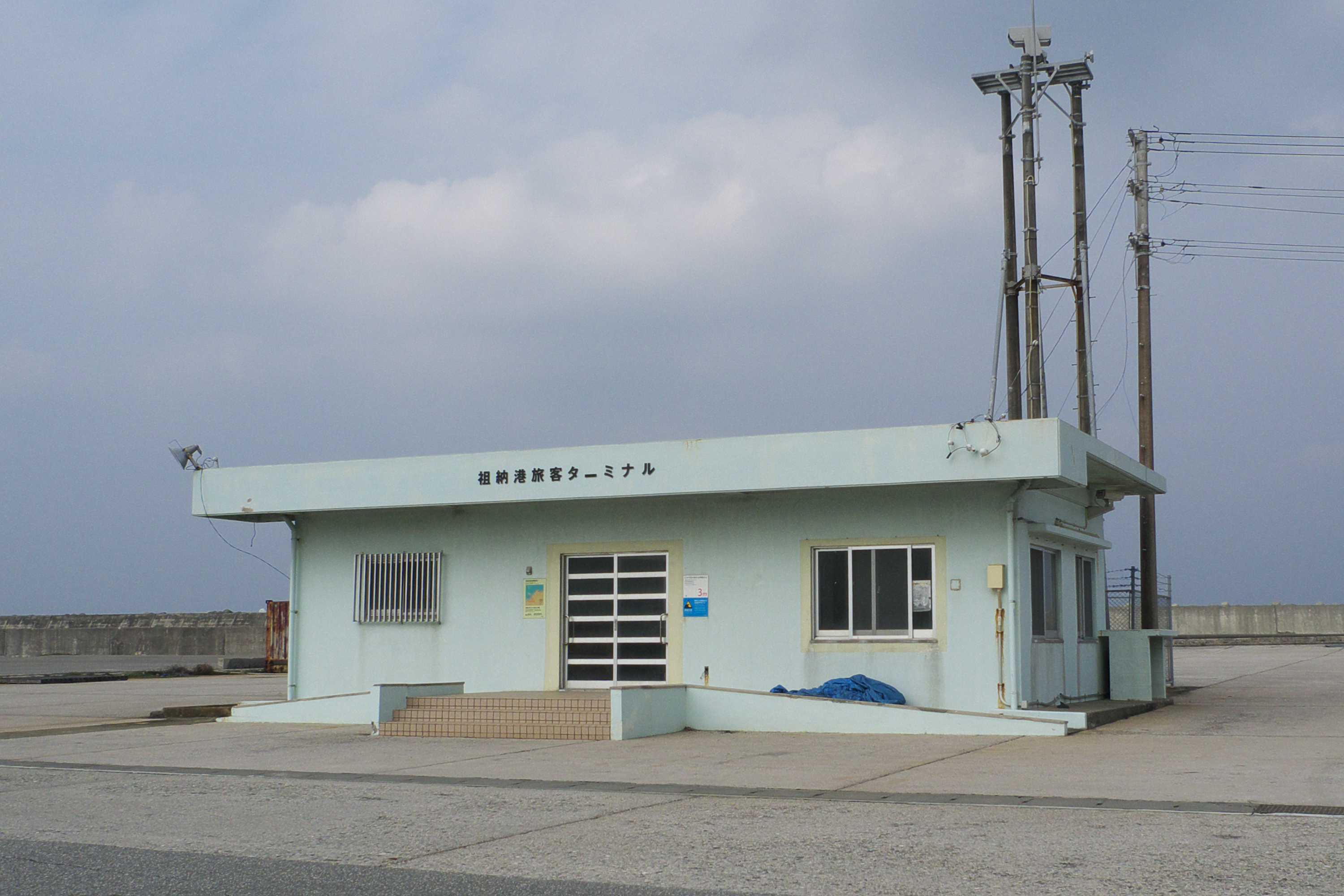
祖納港旅客ターミナル

    - (-5.5m) 1バース - 100m（最大対象船舶 2,000純トン）
    - (-4.5m) 1バース - 120m（最大対象船舶 1,000総トン）

  - 物揚場 (-2.0m) - 75m（最大対象船舶 3総トン）
  - 船揚場 - 50m
- 旅客ターミナル